# Tour de Francia 1996
El 83.º Tour de Francia se disputó del 29 de junio al 21 de julio de 1996 sobre un recorrido de 21 etapas más el prólogo inicial, y con un total de 3765 km. que el vencedor cubrió a una velocidad media de 39,236 km/h. La carrera comenzó en Bolduque (Países Bajos) y terminó en París, en el clásico final de los Campos Elíseos.
Miguel Induráin, ganador de las últimas cinco ediciones del Tour, era el gran favorito a la victoria final. Entre sus rivales contaban Alex Zülle (segundo en la edición anterior), Tony Rominger, Eugeni Berzin, Bjarne Riis, Piotr Ugrumov o Laurent Jalabert. La revelación de este Tour fue el joven alemán Jan Ullrich, 2.º en la general final. Finalmente Induráin no pudo conseguir su sexto Tour y quedó en undécima posición.
El ganador de la competición individual fue el danés Bjarne Riis, que en 2007 reconoció haber tomado EPO para alzarse con el maillot amarillo (ver sección "Confesión de dopaje de Bjarne Riis").
En este Tour de Francia la organización le rindió un homenaje a Miguel Induráin con una etapa pirenaica de 262 km que acabó en Pamplona y que pasó por delante de su casa en Villava. Decenas de miles de españoles se echaron a las carreteras navarras para apoyar al pentacampeón, pese a que el día anterior había perdido todas las opciones de ganar su sexto Tour. RTVE también rindió un sentido homenaje al corredor, retransmitiendo excepcionalmente la etapa íntegra en directo por La Primera desde las 10 de la mañana (salvo de 14:00 a 15:45 que la emisión pasó a La 2 para poder cumplir en La Primera con las obligaciones legales informativas que tiene encomendadas RTVE).

## Equipos
| Equipo                       | Jefe de filas            |
| Banesto                      | Miguel Induráin          |
| ONCE                         | Alex Zülle               |
| Team Deutsche Telekom        | Bjarne Riis              |
| Mapei-GB                     | Tony Rominger            |
| MG Technogym                 | Fabio Baldato            |
| Gewiss                       | Eugeni Berzin            |
| Motorola                     | Lance Armstrong          |
| Festina                      | Richard Virenque         |
| Rabobank                     | Johan Bruyneel           |
| Gan                          | Chris Boardman           |
| Saeco                        | Mario Cipollini          |
| Team Polti                   | Luc Leblanc              |
| Panaria                      | Wladimir Belli           |
| Carrera                      | Claudio Chiappucci       |
| Roslotto-ZG Mobili           | Piotr Ugrumov            |
| TVM                          | Maarten Den Bakker       |
| Ceramiche Refin - Mobilvetta | Djamolidine Abdoujaparov |
| Lotto                        | Andrei Tchmil            |
| Kelme                        | Fernando Escartín        |
| Brescialat                   | Mariano Piccoli          |
| Agrigel-La Creuse            | Jacky Durand             |
| Aubervilliers                | Christophe Capelle       |

## Etapas
| Etapa | Fecha       | Recorrido                                                   | Distancia (km) | Ganador                  | Líder              |
| ----- | ----------- | ----------------------------------------------------------- | -------------- | ------------------------ | ------------------ |
| Pr.   | 29 de junio | Bolduque                                                    | 9,4 (CRI)      | Alex Zülle               | Alex Zülle         |
| 1.ª   | 30 de junio | Bolduque                                                    | 209            | Frédéric Moncassin       | Alex Zülle         |
| 2.ª   | 1 de julio  | Bolduque-Wasquehal                                          | 247,5          | Mario Cipollini          | Alex Zülle         |
| 3.ª   | 2 de julio  | Wasquehal-Nogent-sur-Oise                                   | 195            | Erik Zabel               | Frédéric Moncassin |
| 4.ª   | 3 de julio  | Soissons-Lac de Madine                                      | 232            | Cyril Saugrain           | Stéphane Heulot    |
| 5.ª   | 4 de julio  | Lac de Madine-Besanzón                                      | 242            | Jeroen Blijlevens        | Stéphane Heulot    |
| 6.ª   | 5 de julio  | Arc-et-Senans-Aix-les-Bains                                 | 207            | Michael Boogerd          | Stéphane Heulot    |
| 7.ª   | 6 de julio  | Chambéry-Les Arcs                                           | 200            | Luc Leblanc              | Eugeni Berzin      |
| 8.ª   | 7 de julio  | Bourg-Saint-Maurice-Val-d'Isère                             | 30,5 (CRI)     | Eugeni Berzin            | Eugeni Berzin      |
| 9.ª   | 8 de julio  | Le Monetier-les-Bains- Sestriere                            | 46             | Bjarne Riis              | Bjarne Riis        |
| 10.ª  | 9 de julio  | Turín-Gap                                                   | 208,5          | Erik Zabel               | Bjarne Riis        |
| 11.ª  | 11 de julio | Gap-Valence                                                 | 202            | Chepe González           | Bjarne Riis        |
| 12.ª  | 12 de julio | Valence-Le Puy-en-Velay                                     | 143,5          | Pascal Richard           | Bjarne Riis        |
| 13.ª  | 13 de julio | Le Puy-en-Velay-Superbesse                                  | 177            | Rolf Sørensen            | Bjarne Riis        |
| 14.ª  | 14 de julio | Besse-Tulle                                                 | 186,5          | Djamolidine Abdoujaparov | Bjarne Riis        |
| 15.ª  | 15 de julio | Brive-Villeneuve-sur-Lot                                    | 176            | Massimo Podenzana        | Bjarne Riis        |
| 16.ª  | 16 de julio | Agen-Hautacam                                               | 199            | Bjarne Riis              | Bjarne Riis        |
| 17.ª  | 17 de julio | Argelès-Gazost- Pamplona (etapa homenaje a Miguel Induráin) | 262            | Laurent Dufaux           | Bjarne Riis        |
| 18.ª  | 18 de julio | Olaz-Subiza-Hendaya                                         | 154,5          | Bart Voskamp             | Bjarne Riis        |
| 19.ª  | 19 de julio | Hendaya-Burdeos                                             | 226,5          | Frédéric Moncassin       | Bjarne Riis        |
| 20.ª  | 20 de julio | Burdeos-Saint-Émilion                                       | 63,5 (CRI)     | Jan Ullrich              | Bjarne Riis        |
| 21.ª  | 21 de julio | Palaiseau-París                                             | 147,5          | Fabio Baldato            | Bjarne Riis        |

## Desarrollo general
El Tour volvió a comenzar con una etapa prólogo de casi 10 km, donde el suizo Alex Zülle se impuso a un especialista como Chris Boardman para hacerse con el jersey amarillo. Las siguientes etapas transcurrieron con relativa normalidad, predominando las llegadas al sprint y los días de lluvia y frío. El maillot amarillo pasó de Zülle a Frédéric Moncassin, y de este a Stephane Heulot.
En la primera etapa de los Alpes, el francés Luc Leblanc se hizo con el triunfo de etapa y el ruso Eugeni Berzin se situó líder de la clasificación general. Abraham Olano se colocó segundo con el mismo tiempo y su compañero de equipo Tony Rominger, tercero. En esta primera etapa se produjo una notable sorpresa al perder Miguel Induráin más de cuatro minutos respecto al vencedor de la etapa, alejándose así de los primeros puestos de la general. Era la primera muestra de debilidad del ciclista navarro en esta edición del Tour de Francia.
Eugeni Berzin reafirmó su dominio en la contrarreloj del día siguiente, siendo el primero en la etapa. Induráin realizó una contrarreloj bastante discreta, finalizando a un minuto del corredor ruso. La etapa del día siguiente, con final en Sestriere, vio su recorrido modificado por culpa de las inclemencias meteorológicas. A pesar de ello, el danés Bjarne Riis consiguió sacar provecho de una etapa tan corta y se alzó con el triunfo de etapa y el maillot amarillo. Induráin seguía alejado en la general pero aún mantenía esperanzas de optar al triunfo final.
Sin embargo, en la primera etapa con final en alto de los Pirineos, con la llegada a Hautacam, Riis logró su segundo triunfo parcial al mismo tiempo que incrementaba de forma considerable la ventaja sobre sus perseguidores. Abraham Olano y Tony Rominger se quedaron a casi tres minutos e Induráin volvió a fallar; ya estaba a siete minutos en la clasificación general. Pero sería al día siguiente cuando el ciclista navarro se hundió por completo, precisamente en la etapa con final en Pamplona, que pasaba por delante de su casa en Villava, donde todos sus vecinos le arropaban. Una larga etapa de 262 kilómetros en la que Miguel Induráin perdió más de ocho minutos junto a otros favoritos como Abraham Olano y Tony Rominger. Bjarne Riis sentenció el Tour de Francia en compañía de un joven gregario alemán, Jan Ullrich.
Miguel Induráin intentó resarcirse en la penúltima etapa, una larga contrarreloj de 63 kilómetros, pero el joven Ullrich le batió de forma brillante en su propio terreno, relegándole a la segunda posición en la etapa. Ullrich, además, puso en aprietos a su propio compañero y líder del equipo, Bjarne Riis, si bien finalmente no llegó a recortar toda la diferencia que les separaba en la general.
Bjarne Riis se convirtió así en el primer ciclista danés en ganar el Tour de Francia. Jan Ullrich, 2.º con tan solo 22 años y líder de la clasificación de los jóvenes, avisaba de un futuro prometedor y el francés Richard Virenque consiguió hacerse con la 3.ª posición, así como con la clasificación de la montaña. El suizo Laurent Dufaux y el austriaco Peter Luttenberger fueron 4.º y 5.º respectivamente, completando actuaciones más que aceptables, siempre en compañía de los favoritos en todas las etapas importantes de cara a la general final. Miguel Induráin, en su última participación en el Tour, finalizó 11.º, a más de doce minutos del vencedor.
Entre los españoles, Fernando Escartín terminó 8.º y Abraham Olano, 9.º, en un Tour en el que la representación española se fue de vacío. Tan solo el suizo Alex Zülle y el colombiano Chepe González lograron triunfos de etapa para equipos españoles.

## Clasificaciones
| \| 1. \| Bjarne Riis \| Dinamarca \| TEL \| 95h 57' 16s \| \| 2. \| Jan Ullrich \| Alemania \| TEL \| a 1' 41s \| \| 3. \| Richard Virenque \| Francia \| FES \| a 4' 37s \| \| 4. \| Laurent Dufaux \| Suiza \| FES \| a 5' 53s \| \| 5. \| Peter Luttenberger \| Austria \| CAR \| a 7' 07s \| \| 6. \| Luc Leblanc \| Francia \| POL \| a 10' 03s \| \| 7. \| Piotr Ugrumov \| Letonia \| ROS \| a 10' 04s \| \| 8. \| Fernando Escartín \| España \| KEL \| a 10' 26s \| \| 9. \| Abraham Olano \| España \| MAP \| + 11' 00s \| \| 10. \| Tony Rominger \| Suiza \| MAP \| + 11' 53s \| \| 11. \| Miguel Induráin \| España \| BAN \| + 13' 22s \| |                    |           |     |             |
| 1. | Bjarne Riis        | Dinamarca | TEL | 95h 57' 16s |
| 2. | Jan Ullrich        | Alemania  | TEL | a 1' 41s    |
| 3. | Richard Virenque   | Francia   | FES | a 4' 37s    |
| 4. | Laurent Dufaux     | Suiza     | FES | a 5' 53s    |
| 5. | Peter Luttenberger | Austria   | CAR | a 7' 07s    |
| 6. | Luc Leblanc        | Francia   | POL | a 10' 03s   |
| 7. | Piotr Ugrumov      | Letonia   | ROS | a 10' 04s   |
| 8. | Fernando Escartín  | España    | KEL | a 10' 26s   |
| 9. | Abraham Olano      | España    | MAP | + 11' 00s   |
| 10. | Tony Rominger      | Suiza     | MAP | + 11' 53s   |
| 11. | Miguel Induráin    | España    | BAN | + 13' 22s   |

| \| 1. \| Erik Zabel \| Alemania \| TEL \| 335 puntos \| \| 2. \| Frédéric Moncassin \| Francia \| GAN \| 284 puntos \| \| 3. \| Fabio Baldato \| Italia \| MGT \| 255 puntos \| |                    |          |     |            |
| 1. | Erik Zabel         | Alemania | TEL | 335 puntos |
| 2. | Frédéric Moncassin | Francia  | GAN | 284 puntos |
| 3. | Fabio Baldato      | Italia   | MGT | 255 puntos |

| \| 1. \| Richard Virenque \| Francia \| FES \| 383 puntos \| \| 2. \| Laurent Dufaux \| Suiza \| FES \| 176 puntos \| |                  |         |     |            |
| 1. | Richard Virenque | Francia | FES | 383 puntos |
| 2. | Laurent Dufaux   | Suiza   | FES | 176 puntos |

| \| 1. \| Jan Ullrich \| Alemania \| TEL \| 95h 58' 57" \| \| 2. \| Peter Luttenberger \| Austria \| CAR \| + 5' 26" \| \| 3. \| Manuel Fernández Ginés \| España \| MAP \| + 24' 47" \| |                        |          |     |             |
| 1. | Jan Ullrich            | Alemania | TEL | 95h 58' 57" |
| 2. | Peter Luttenberger     | Austria  | CAR | + 5' 26"    |
| 3. | Manuel Fernández Ginés | España   | MAP | + 24' 47"   |

| \| 1. \| Festina \| Francia \| FES \| 287h 46' 20s \| \| 2. \| Deutsche Telekom \| Alemania \| TEL \| + 15' 14" \| \| 3. \| Mapei-GB \| Italia \| MAP \| + 51' 36" \| |                  |          |     |              |
| 1. | Festina          | Francia  | FES | 287h 46' 20s |
| 2. | Deutsche Telekom | Alemania | TEL | + 15' 14"    |
| 3. | Mapei-GB         | Italia   | MAP | + 51' 36"    |

## Confesión de dopaje de Bjarne Riis
En el año 2007, siendo director de filas del equipo CSC, el ganador del Tour, Bjarne Riis confesó haberse dopado con EPO para conseguir vencer en la prueba francesa. Según sus declaraciones, él mismo compró la EPO y la tomó, sin conocimiento de ninguno de los médicos del equipo Telekom. Riis reconoció no sentirse orgulloso de la manera en que logró proclamarse campeón:

Mi camiseta amarilla está en el garaje de mi casa y pueden tenerla cuando quieran. No tiene ningún valor, lo que tiene valor para mí son los recuerdos

El 7 de junio de 2007 la organización del Tour de Francia eliminó del palmarés al corredor danés a la espera de la revocación formal por parte de la Unión Ciclista Internacional, algo que no había ocurrido antes en la historia del Tour.
Sin embargo, finalmente la organización del Tour de Francia dejó su victoria en el palmarés y dejó sin efecto los cambios en la clasificación anunciados.